# Kieran Gibbs
Kieran James Ricardo Gibbs, angleški nogometaš, * 26. september 1989, Lambeth, London, Anglija, Združeno kraljestvo.
Kieran Gibbs je produkt Arsenalove mladinske akademije, ki je postal znan v zaradi doseženega gola v polfinalu FA mladinskega pokala. Deset sezon je igral kot Branilec za Arsenal. Imel je tudi debi za angleško člansko reprezentanco v prijateljski tekmi proti Madžarski na Wembleyu 11. avgusta 2010. Obiskoval je srednjo šolo Riddlesdown v južnem Londonu.